# 栄タワーヒルズ

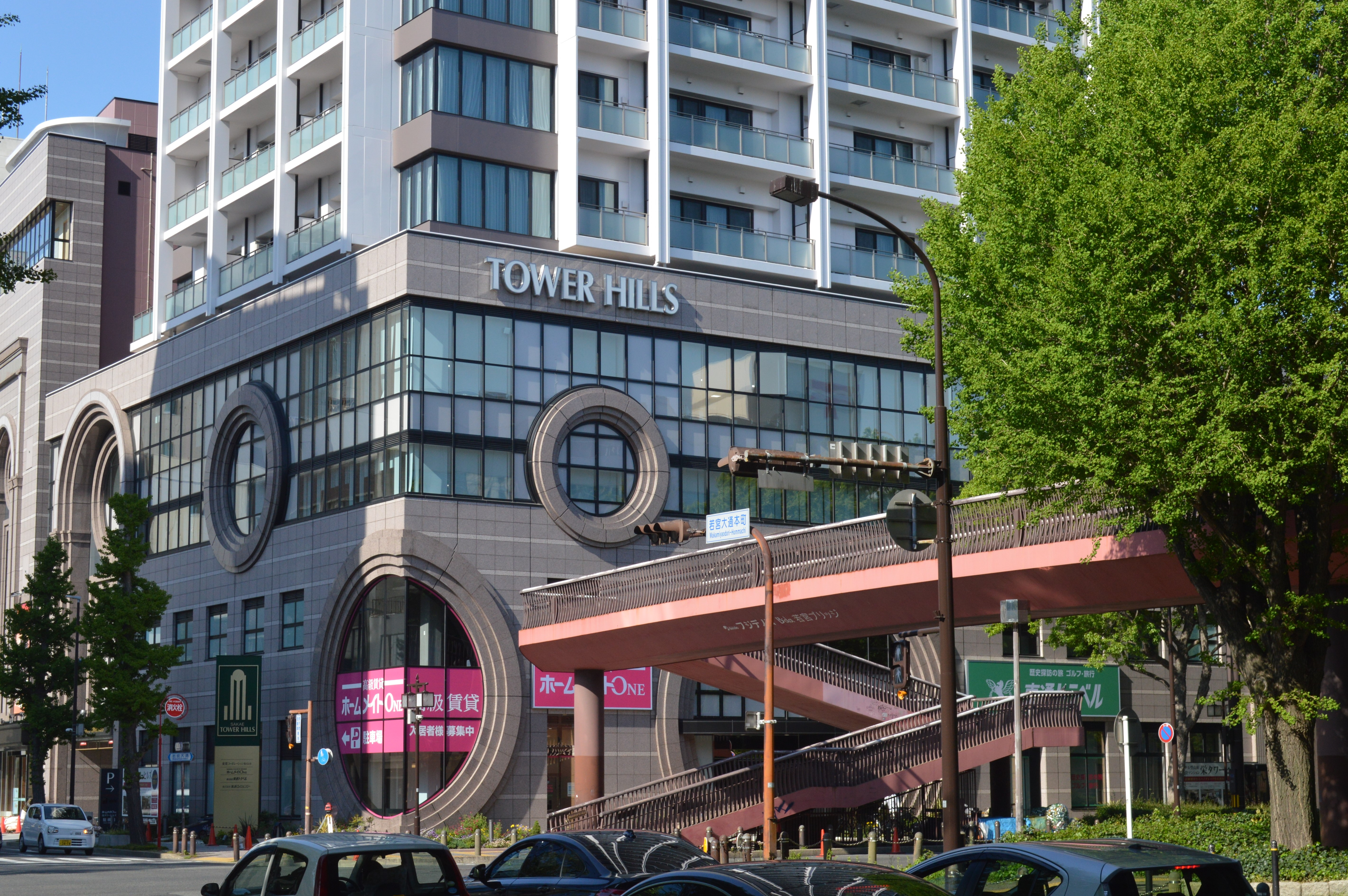
商業施設が入る下階

栄タワーヒルズ（さかえタワーヒルズ）とは、愛知県名古屋市中区栄三丁目35番地34号にあるホテル型高級賃貸マンション。運営は東建コーポレーション。

## 歴史
1964年（昭和39年）にはこの場所に複数の映画館を持つヘラルドシネプラザが開館したが、2004年（平成16年）にはすべての映画館が閉館した。2016年（平成28年）に栄タワーヒルズの建設に着工し、2019年（平成31年）2月19日に竣工した。

## 特色
東建コーポレーションが運営する千種タワーヒルズ（愛知県名古屋市千種区）と同様に、ホテルのようなコンシェルジュサービスが提供される。
建物の5階から27階をホテル型高級賃貸フロア、1階から4階は商業施設やオフィスの入居フロアとなり、不動産仲介のホームメイト店や東建コーポレーションのグループ企業である旅行代理店の東通トラベルが出店される他、2024年5月1日には日本最大級の日本刀を展示する美術刀剣博物館「名古屋刀剣ワールド」がオープンした。
最頂部には名古屋市中区及びその周辺地域を放送区域として開局したHeart FMの送信所が設置されている。 周波数はFM86.4MHz。送信出力は20W。コールサインはJOZZ6BH-FM。予備免許を受けて、7月7日19時7分から試験電波を特別に飛ばして放送を行った（約1時間半後に停波）。8月1日から試験放送を開始をしており8月10日から本放送の開始した。

## 近隣施設
- 白川公園
- 若宮八幡社
- ナディアパーク
- でんきの科学館

## アクセス
- 名古屋高速2号東山線 白川出入口から車で約2分。
- 名古屋市営地下鉄鶴舞線 大須観音駅から徒歩で約9分。
- 名古屋市営地下鉄名城線 矢場町駅から徒歩で約10分。
- 白川公園から徒歩で約4分。